# Mads Bidstrup
Mads Bidstrup, né le 25 février 2001 à Køge au Danemark, est un footballeur danois qui évolue au poste de milieu central au RB Salzbourg.

## Biographie

### En club
Né à Køge au Danemark, Mads Bidstrup est formé localement par les clubs de Herfølge BK, Brøndby IF et FC Copenhague avant de rejoindre l'Allemagne pour poursuivre sa formation au RB Leipzig.
Le 16 juillet 2020 il s'engage en faveur du Brentford FC, en Angleterre, où il intègre dans un premier temps l'équipe B.
Il joue son premier match en professionnel le 10 avril 2021, lors d'une rencontre de championnat contre Preston North End. Il entre en jeu à la place de Vitaly Janelt et son équipe s'impose largement par cinq buts à zéro. Bien qu'il joue peu lors de la saison 2020-2021, il participe à la montée du club en Premier League, Brentford retrouvant l'élite du football anglais 74 ans après l'avoir quitté,. En juin 2021, Bidstrup est définitivement promu en équipe première.
Le 29 janvier 2022, Bidstrup est prêté jusqu'à la fin de la saison au FC Nordsjælland. Il joue son premier match pour Nordsjælland le 20 février 2022, lors d'une rencontre de championnat face au Brøndby IF. Il est titularisé et son équipe s'incline par deux buts à zéro. Le 5 juillet 2022, le prêt de Bidstrup à Nordsjælland est prolongé pour une saison supplémentaire.
Le 17 juillet 2023, Mads Bidstrup rejoint l'Autriche afin de s'engager en faveur du RB Salzbourg. Il signe un contrat courant jusqu'en juin 2028.
Bidstup joue son premier match pour Salzbourg le 23 juillet 2023, contre le SC Union Ardagger, à l'occasion d'une rencontre de coupe d'Autriche. Il entre en jeu à la place de Lucas Gourna-Douath et son équipe s'impose par six buts à zéro.
Avec l'arrivée de Thomas Letsch au poste d'entraîneur début 2025, Bidstrup voit son rôle changer, s'étant imposé sur le terrain et étant devenu un des leaders de l'équipe, il est nommé officiellement nouveau capitaine du Red Bull Salzbourg le 2 février 2025.

### En sélection
Mads Bidstrup représente l'équipe du Danemark des moins de 17 ans pour un total de cinq matchs joués, tous en 2017. Il officie également comme capitaine à trois reprises avec cette sélection.
Mads Bidstrup joue son premier match avec l'équipe du Danemark espoirs le 3 septembre 2021 contre la Grèce. Il entre en jeu à la place de Maurits Kjærgaard et les deux équipes font match nul (1-1).